# Franck Perque
Franck Perque (ur. 30 listopada 1974 w Amiens) – francuski kolarz torowy i szosowy, czterokrotny medalista torowych mistrzostw świata.

## Kariera
Pierwszy sukces w karierze Franck Perque osiągnął w 1996 roku, kiedy wygrał wyścig Paryż-Tours w kategorii U-23. Już rok później, podczas mistrzostw świata w Perth wspólnie z Jérôme'em Neuville'em, Philippe'em Ermenaultem i Carlosem Da Cruzem wywalczył brązowy medal w drużynowym wyścigu na dochodzenie. W 2000 roku został mistrzem kraju w wyścigu punktowym, a dwa lata później, podczas mistrzostw świata w Kopenhadze razem z Neuville'em był najlepszy w madisonie. Na mistrzostwach świata w Stuttgarcie w 2003 roku zdobył kolejny brązowy medal w drużynowym wyścigu na dochodzenie (tym razem z Neuville'em, Fabienem Sanchezem i Fabienem Mercirisem). Ostatni medal zdobył w 2004 roku - podczas mistrzostw świata w Melbourne był najlepszy w wyścigu punktowym, bezpośrednio wyprzedzając Urugwajczyka Miltona Wynantsa i Argentyńczyka Juana Curucheta. W tym samym roku startował także na igrzyskach olimpijskich w Atenach, gdzie był dziesiąty w tej samej konkurencji. W wyścigu punktowym został również mistrzem Francji w 2006 roku.